# Чаша

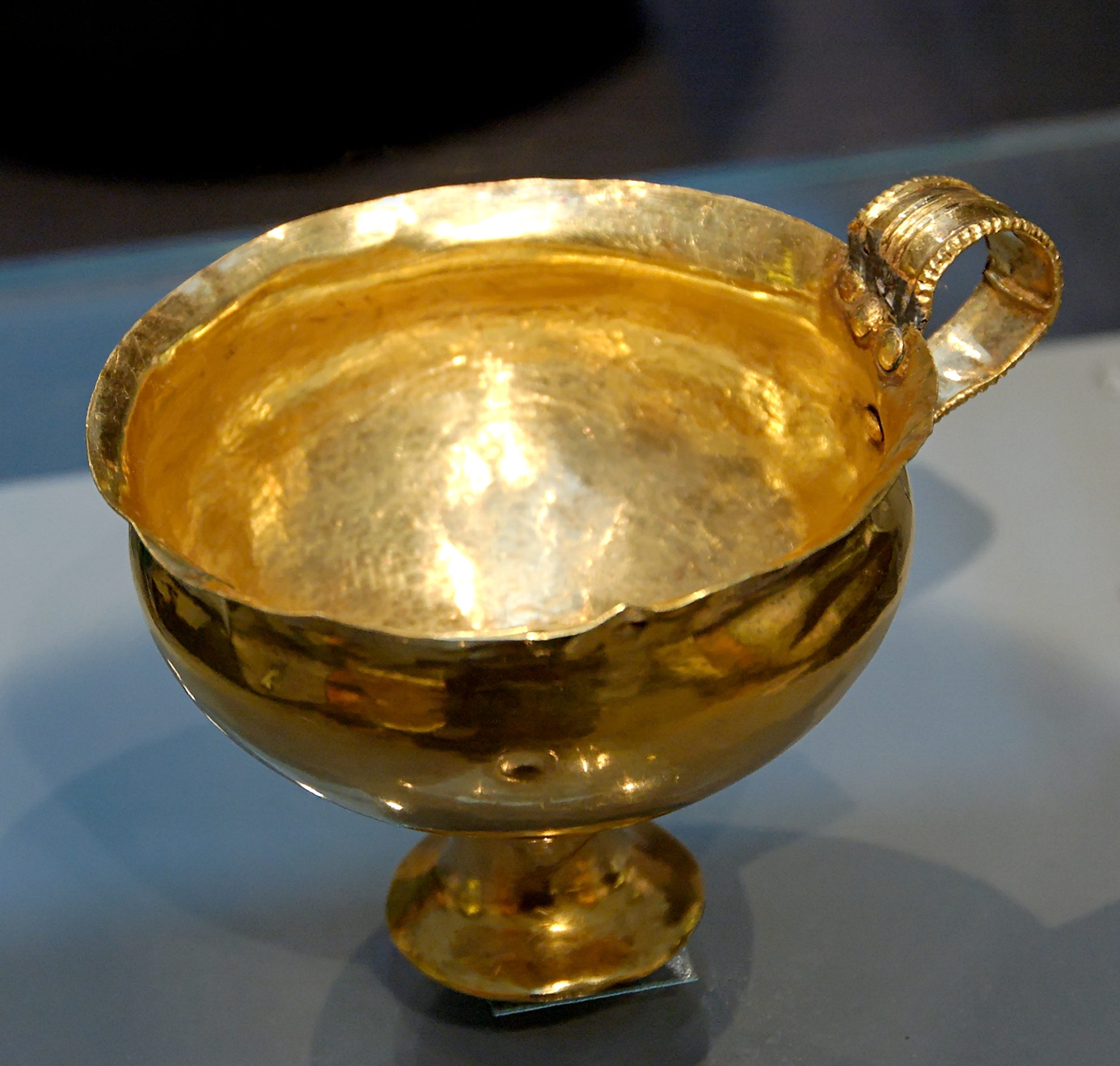
Мікенська золота чаша. Близько 1500 р. до н. е.

Ча́ша — посудина округлої форми, з широким верхом і звуженим низом. Може мати різні розміри та призначення.

## Етимологія
Українське слово «чаша» походить від прасл. *čaša, яке вважається похідним від пра-і.є. *kes-/*kos- («різати»). У цьому випадку низка фонетичних змін виглядатиме таким чином: *kes- > *kesja («вирізаний») > *kexja > *kexa > *keša > *čaša. Інші версії походження порівнюють *čaša з прусськ. kiosi («кубок») та лит. kiaušas («череп»), а також виводять його з дав.-інд. caṣakas («кубок») через іранське посередництво.

## Види чаш

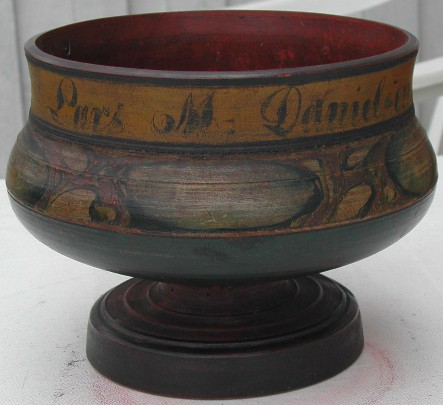
Дерев'яна норвезька чаша

- Братина
- Ваза — чаша, призначена для квітів або декоративних цілей
- Ківш
- Килик (кілікс) — давньогрецька чаша для пиття води
- Кратер — давньогрецька чаша для змішування вина з водою
- Кубок — чаша для вина, а також різновид нагороди у вигляді чаші
- Кубок Нестора — золота чаша царя Нестора з поеми «Іліада»
- Потир — чаша, уживана у християнській Божій службі
- Тацца
- Чашка — невеличка чаша з одною ручкою або без ручки (піали), призначена для пиття
- Яндола

## В історії
- Святий Грааль — гіпотетична християнська святиня, за легендою наділена надзвичайними властивостями.
- Суасонська чаша — потир, взятий франками як воєнний трофей і знищений одним з воїнів, який не схотів віддавати його своєму вождю Хлодвігу.

## Мовні звороти
- Випити повну (добру, гірку) чашу лиха, випити чашу муки (муки і страждання) — зазнати багато страждань.
- Випити чашу до дна — пережити непомірне горе, зазнати глибоких страждань.
- Випити смертну чашу — умерти на полі бою.
- Гірка чаша — лиха доля, злигодні.
- Переважувати (переважити) чашу терезів — віддавати чому-небудь перевагу, схилятися до чогось.
- Класти (покласти) на чашу ваги що — використовувати що-небудь, щоб добитися якоїсь переваги, перемоги в чомусь.
- Переливати (перелити) чашу через край (вінця) — переборщувати
- Переповнити чашу (терпіння) — вивести з терпіння
- Пити (випити, куштувати, скуштувати) гірку чашу — страждати, зазнавати багато горя, негод.
- Як повна чаша — про достаток, добробут.